# Озимандия (сонет)
Озима́ндия (англ. Ozymandias; /ˌɒziˈmændiəs/) — сонет, написанный английским поэтом Перси Бишем Шелли. Впервые был опубликован в выпуске еженедельной газеты The Examiner 11 января 1818 года. Впоследствии стихотворение вошло в сборник «Розалинда и Елена», и позднее, уже посмертно, в сборник стихов, опубликованный в 1826 году.
Стихотворение было написано в ходе шуточного спора с другом-поэтом Горацием Смитом, который позже создал сонет с похожей темой и названием. Основная тема сонета Шелли — забвение, которое грозит всем историческим событиям и личностям, даже величайшим правителям великих царств.

## Истоки

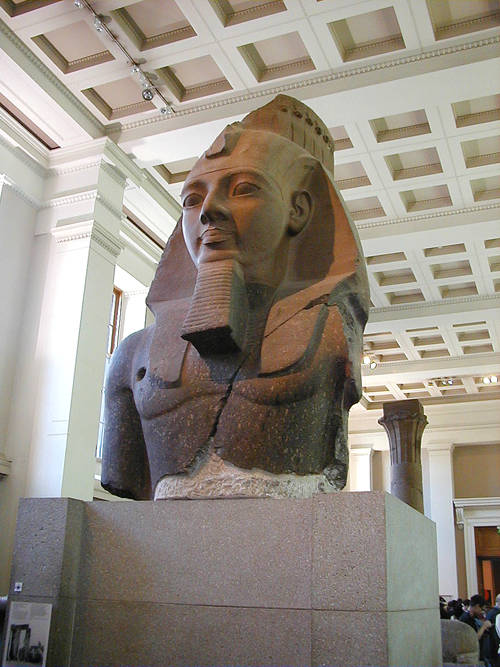
Часть статуи Рамсеса II в британском музее.

«Озимандия» — греческое имя фараона Рамсеса II, основанное на его тронном имени Усермаатра.
В 1817 году Шелли начал писать сонет «Озимандия» после приобретения Британским музеем так называемого Младшего Мемнона, фрагмента головы и торса статуи Рамсеса II, создание которой датируется XIII веком до н. э. В 1816 году итальянский археолог Бельцони Джованни Баттиста вывез фрагмент статуи весом в 6,560 кг из Рамессеума в Египте.
Сведения о фрагменте статуи быстро распространились по Западной Европе. После экспедиции 1798 года Наполеон Бонапарт не смог приобрести статую для Франции. Несмотря на то, что прибытие статуи в музей ожидалось раньше, «Мемнон» оказался в Британском музее только в 1821 году. Сонет был опубликован ещё до того, как «Озимандия» фактически оказался в Великобритании. Скорее всего, Шелли никогда не видел саму статую (в 1818 году поэт покинул Англию), хотя мог читать о ней в прессе.

## Создание и публикация

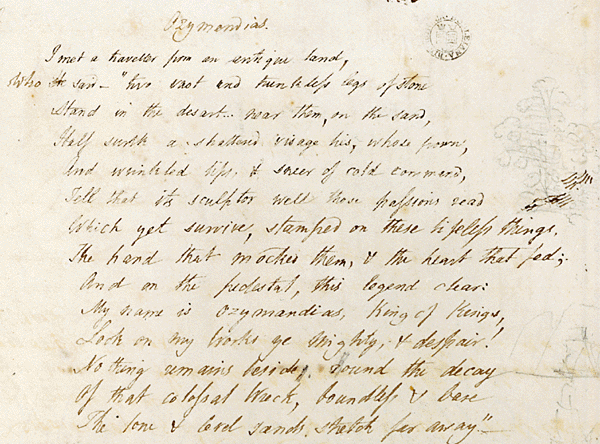
Черновик 1817 года из коллекции Оксфордского университета

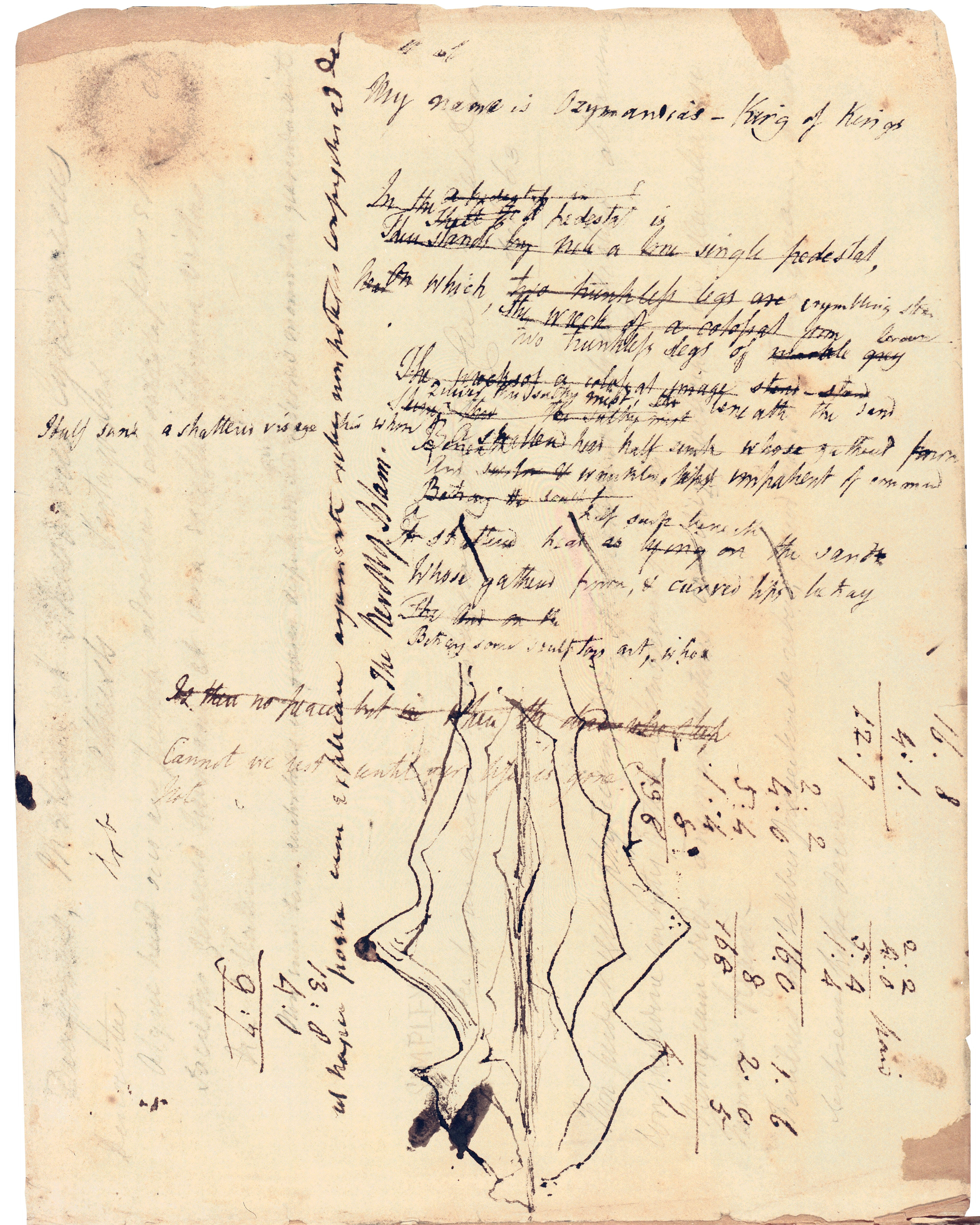
Черновик 1817 года из Бодлианской библиотеки

Банкир и политик Гораций Смит провёл рождественские каникулы 1817—1818 с Перси Шелли и его женой Мэри. В это время члены литературного клуба Шелли бросали друг другу литературные вызовы: каждый должен был писать сонеты на одну тему. Шелли, Джон Китс и Ли Хант написали сонеты о реке Нил. Шелли и Смит выбрали фрагмент из сочинений греческого историка Диодора Сицилийского в «Исторической библиотеке» которого описывалась огромная статуя с подписью: «Я — Царь царей, Озимандия. Если кто-то захочет узнать моё величие и где я нахожусь, пусть он превзойдёт мою работу». У Шелли Диодор стал «путешественником из древних земель». В стихотворении Смита проводились параллели с событиями британской истории: он нарисовал образ охотника на месте будущих руин Лондона.

Стихотворение было напечатано в The Examiner, еженедельной газете, издаваемой братом Ли Джоном Хантом в Лондоне. Хант восхищался поэзией Шелли и другими его работами, такими как «Восстание Ислама». 
Стихотворение Шелли было опубликовано 11 января 1818 года под именем «Глирастес». Этот шуточный греко-латинский псевдоним был создан объединением латинского слова glīs — «соня» (животное) с греческим суффиксом ἐραστής (возлюбленный, любящий): в данном случае имелась в виду супруга Шелли, Мэри Шелли, которую прозвали «Соней».
Сонет появился на 24 странице ежегодной коллекции, в разделе оригинальной поэзии. Позже он была переиздан под названием «Сонет. Озимандия» в его сборнике 1819 года, Современная Эклога с другими стихами братьями Олльев 1826 году, а также вошёл в сборник «Посмертные стихи Перси Биша Шелли» Уильяма Бенбоу, оба в Лондоне.

## Переводы на русский язык
Сонет Шелли неоднократно переводился на русский язык, в том числе А. П. Барыковой (1886) и Ч. Ветринским (1890), Н. М. Минским, В. Брюсовым, М. Л. Бинштоком, В. Микушевичем, В. Левиком.
Я встретил путника; он шёл из стран далёких

И мне сказал: вдали, где вечность сторожит

Пустыни тишину, среди песков глубоких

Обломок статуи распавшейся лежит.

Из полустёртых черт сквозит надменный пламень,

Желанье заставлять весь мир себе служить;

Ваятель опытный вложил в бездушный камень

Те страсти, что могли столетья пережить.

И сохранил слова обломок изваянья: —

«Я — Озимандия, я — мощный царь царей!

Взгляните на мои великие деянья,

Владыки всех времён, всех стран и всех морей!»

Кругом нет ничего… Глубокое молчанье…

Пустыня мёртвая… И небеса над ней…Оригинальный текст (англ.)I met a traveller from an antique land

Who said: Two vast and trunkless legs of stone

Stand in the desart. Near them, on the sand,

Half sunk, a shattered visage lies, whose frown,

And wrinkled lip, and sneer of cold command,

Tell that its sculptor well those passions read

Which yet survive, stamped on these lifeless things,

The hand that mocked them and the heart that fed:

And on the pedestal these words appear:

"My name is Ozymandias, king of kings:

Look on my works, ye Mighty, and despair!"

Nothing beside remains. Round the decay

Of that colossal wreck, boundless and bare

The lone and level sands stretch far away.Перевод Константина Бальмонта

## Анализ и интерпретация
На Шелли оказала существенное влияние работа «Les Ruines, ou méditations sur les révolutions des empires» за авторством французского философа Франсуа Вольнея: она была впервые издана в английском переводе под названием «The Ruins, or a Survey of the Revolutions of Empires». Шелли уже разрабатывал аналогичные темы в поэме «Королева Мэб» («Queen Mab») в 1813 году.
Литературоведы, такие, как Нора Крук и Ньюман Уайт, предполагали, что сонет является скрытой критикой современных Шелли властителей, в том числе английского короля Георга IV: разбитые ноги статуи намекают на подагру, а возможно, и на венерические болезни монарха. В XXI в. многие исследователи склонны полагать, что речь в сонете идёт о Наполеоне. П. Кокрейн считает, что сонет является уроком для всех тиранов того времени. На Шелли также могли повлиять суждения о Наполеоне, высказанные в третьей песни «Дон Жуана» Байрона: с поэмой Шелли был хорошо знаком и даже передавал её рукопись издателю, Джону Мюррею. Возможно, в образе Озимандии Шелли изобразил байронического героя; исследователь творчества Байрона Дж. Х. Мозер даже предположил, что Шелли описывал портрет Байрона работы Дж. Г. Харлоу: «Чело и складка губ, изогнутых надменно» (англ. ...frown, / And wrinkled lip, and sneer of cold command, пер. В. Брюсова). 

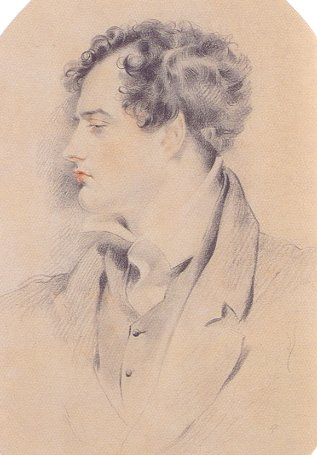
Портрет Байрона работы Дж. Харлоу

Кроме того, как и «Кубла-хан» Кольриджа и поэма самого Шелли «Аластор, или Дух одиночества», «Озимандия» может рассматриваться в контексте волны ориентализма, модного в то время в Европе: одним из факторов, вызвавших эту моду, могла служить египетская экспедиция Наполеона и выпущенная после неё книга «Описание Египта».

## Комментарии
1. ↑  Шелли использует старомодный вариант написания слова «пустыня» (Desart), вместо привычного desert[15]